# AZS-AWF Biała Podlaska
KS AZS-AWF Biała Podlaska – wielosekcyjny uczelniany klub sportowy działający przy Zamiejscowym Wydziale Wychowania Fizycznego w Białej Podlaskiej. Został założony w 1969 roku. Jest to klub o charakterze wyczynowym.

## Sekcje ligowe

### Podnoszenie ciężarów
Zobacz: drużynowe mistrzostwa Polski w podnoszeniu ciężarów kobiet